# Бисарка
Бисарка — река в России, протекает в Сарапульском районе Удмуртии. Правый приток Кырыкмаса.
Длина реки 14 км. Исток на юге района на Сарапульской возвышенности, в 4,5 км к югу от деревни Лысово. В верховьях течёт на север и, плавно поворачивая влево, устремляется на юго-запад. В устьевой части образует рукава: основной (правый) рукав впадает в Кырыкмас в 77 км от устья, у урочища Дуброво, другой (бывший основной) рукав впадает в километре выше по реке.
Имеется каскад прудов на реке. Крупнейший приток впадает справа у урочища Ключевка. В среднем течении русло заболочено. Реку пересекает автодорога Мостовое — Старая Бисарка.
Бассейн реки находится в границах сельского поселения Мостовинское, населённых пунктов в бассейне нет. В верховьях ведётся добыча нефти (Окуневское месторождение).

## Данные водного реестра
По данным государственного водного реестра России относится к Камскому бассейновому округу, водохозяйственный участок реки — Иж от истока и до устья, речной подбассейн реки — бассейны притоков Камы до впадения Белой. Речной бассейн реки — Кама.
Код водного объекта в государственном водном реестре — 10010101212111100027385.